# ألين كولمان
ألين كولمان (بالإنجليزية: Eliot Coleman)‏ هو كاتب وفلاح أمريكي، ولد في 1938.

## وصلات خارجية
- الموقع الرسمي